# Brun tulkört
Brun tulkört (Vincetoxicum rossicum) är en art i familjen oleanderväxter från sydvästra Ryssland och Ukraina. Arten odlas ibland som trädgårdsväxt i Sverige och kan påträffas som tillfälligt förvildad.
Tidigare har arten Vincetoxicum fuscatum associerats med det svenska namnet brun tulkört.
Brun tulkört är en mycket högvuxen art, den kan bli över 150-200 cm hög, har ett vindlande växtsätt. Bladen är motsatta, spetsigt ovala med helbräddad kant, 5-10 cm långa, de är glänsande gröna, bladskaften blir 10 mm långa. Blommorna är purpurbruna till bket rosa. Flikarna är minst dubbel så långa och breda och saknar helt behåring. Den växer i sammanflätade bestånd.
Arten förväxlas ibland med V. fuscatum, men detta är en är styvt upprätt ört, endast 20-40 cm hög, och har endast 3-8 mm långa bladskaft.
Purpurtulkört (V. nigrum) är också lik brun tulkört, men har vindlade stjäkar som blir 40-80 cm långa och 10-15 mm bladskaft. Kronflikarna är röda till brunröda eller i det närmaste svarta, med raka hår invändigt (kronan svartnar vid torkning).

## Synonymer
- Alexitoxicon rossicum (Kleopow) Pobed.
- Antitoxicum rossicum (Kleopow) Pobed.
- Cynanchum medium Ledeb., nom. illeg.
- Cynanchum fuscatum Link, nom. illeg.
- Cynanchum rossicum Kleopow
- Cynanchum rossicum (Kleopow) Borhidi, nom. illeg.
- Vincetoxicum officinale var. rossicum (Kleopow) Grodzin